# 鴨川市
鴨川市（日语：／ Kamogawa shi */?）是千葉縣房總半島南部的一市。面太平洋、屬安房地方東部，是南房總、外房地域的中核都市。

## 地理
本市位於房總半島東南部，面向太平洋（外房），與縣廳所在地的千葉市相距70公里。位於距離東京都心100公里的首都圈內。但是從東京經由東京灣橫斷道最短距離仍然有85公里。
廣闊的市區中部稱作鴨川地區，東部稱做小湊地區，南部稱作江見地區，西部內陸地區稱作長狹地區。這和昭和大合併時成立的「鴨川市」之前的自治體行政區域一致。（一樣地，天津小湊地區在2005年2月11日合併前，和天津小湊町的區域一致）太平洋沿岸的國道128號，內陸地區往保田方向銜接的長狹街道，和往千葉方向接續的久留里街道縱貫全市。
鴨川地區（鴨川、田原、西條、東條）因為集中著以海洋世界為主的觀光地及市街，地區內的國道128號支道塞車情形顯著。天津小湊地區（天津、小湊）的北部丘陵帶，擁有清澄山、與日蓮聖人有因緣的清澄寺，小湊有誕生寺等而著名。沿岸地區有繁盛的漁業。江見地區（江見、太海、曾呂）有仁右衛門島、花卉中心，有繁盛的產花觀光設施。長狹地區（吉尾、主基、大山）為稻米產地長狹平野的延伸，四面環山，田地廣闊，有繁盛的農業。
自然
- 山：愛宕山（日语：愛宕山 (南房総市)）、清澄山（日语：清澄山）
- 河川：加茂川（日语：加茂川 (千葉県)）、待崎川、曾呂川、二夕間川

土地
| 土地       | 面積（公頃） |
| ---------- | ------------ |
| 水田       | 2.361        |
| 旱田       | 652          |
| 宅地       | 821          |
| 山林、原野 | 8.474        |
| 混合用地   | 6.822        |
| 總和       | 19.130       |

市域
- 面積 191.30平方公里
- 南北 18.00公里
- 東西 26.02公里
- 最高地 408.2公尺（愛宕山）
- 最低地 0公尺（海平面）

### 地名由來
地名取自於本地與「鴨川」同音的「加茂川」。

### 鄰接自治體
| 西北： 富津市   | 北： 君津市 | 東北： 大多喜町 |
| 西： 鋸南町     | 鴨川市      | 東： 勝浦市     |
| 西南： 南房總市 | 南： 太平洋 | 東南： 太平洋   |

- 富津市
- 君津市
- 勝浦市
- 南房總市
- 安房郡
  - 鋸南町
- 夷隅郡
  - 大多喜町

## 沿革

### 歷史
- 本市所在的安房地域在718年（養老2年）脫離上總國，稱安房國。
- 江戶時代的1614年，里見氏改易，此地成為旗本領、天領、小大名領地。
- 1871年（明治4年）實施廢藩置縣以前，此地屬花房藩（日语：花房藩）。
- 1878年（明治11年），郡區町編制法施行。1897年（明治30年），安房郡、平郡、朝夷郡、長狹郡4郡合併成立「安房郡」。
- 1971年（昭和46年）3月31日 - 安房郡鴨川町、江見町（日语：江見町 (千葉県)）、長狹町（日语：長狭町）合併施行市制，為鴨川市。
- 1971年7月 內房線電氣化
- 1972年（昭和47年）7月 外房線電氣化
- 1973年（昭和48年）3月 鴨川繞道（日语：鴨川バイパス）全線通車
- 1980年（昭和55年）3月 天津繞道（日语：天津バイパス）]全線通車
- 1986年（昭和61年）12月 長野縣大町市締結姊妹都市
- 1991年（平成3年10月） 東京都荒川區締結友好都市[6]
- 1993年（平成5年）11月5日 美國威斯康辛州馬尼托沃克 (威斯康辛州)締結國際姊妹都市[1]
- 2005年（平成17年）2月11日 - 與安房郡天津小湊町（日语：天津小湊町）合併為現在的鴨川市。

### 合併過程
2000年12月，千葉縣發表「合併推進要綱」，安房地域的合併模式有「（1）館山市、鴨川市、富浦町、富山町、鋸南町、三芳村、白濱町、千倉町、丸山町、和田町、天津小湊町」「（2）館山市、富浦町、富山町、鋸南町、三芳村、白濱町、千倉町、丸山町、和田町」「（3）鴨川市、和田町、天津小湊町」三種。
包含舊鴨川市與舊天津小湊町在內的安房郡市2市8町1村開始研究合併，2002年3月由千葉縣知事指定11市町村為合併重點支援地域，同年9月成立任意合併協議會。但因鴨川市身負巨額債務，2003年1月任意合併協議會解散。
之後，鴨川市、天津小湊町成立合併協議會，決定新市名為「鴨川市」，2005年2月實施合併至今。
2004年7月11日，和田町針對與鴨川市合併進行公投，但未能通過。

## 人口
| 鴨川市人口分布圖 |                                               |  |
| 鴨川市與日本全國年齡別人口分布比較圖 （2005年資料） | 鴨川市的年齡、男女別人口分布圖 （2005年資料） |  |
| ■紫色是鴨川市 ■綠色是全国 | ■藍色是男性 ■紅色是女性                       |  |
| 鴨川市人口變化 \| 1970年 \| 42,308人 \| \| \| 1975年 \| 41,735人 \| \| \| 1980年 \| 41,159人 \| \| \| 1985年 \| 40,965人 \| \| \| 1990年 \| 39,866人 \| \| \| 1995年 \| 39,283人 \| \| \| 2000年 \| 37,653人 \| \| \| 2005年 \| 36,475人 \| \| \| 2010年 \| 35,766人 \| \| \| 2015年 \| 33,932人 \| \| \| 2020年 \| 32,116人 \| \| |                                               |  |
| 資料來源：日本總務省統計中心提供之人口普查數據 |                                               |  |
| 1970年 | 42,308人                                      |  |
| 1975年 | 41,735人                                      |  |
| 1980年 | 41,159人                                      |  |
| 1985年 | 40,965人                                      |  |
| 1990年 | 39,866人                                      |  |
| 1995年 | 39,283人                                      |  |
| 2000年 | 37,653人                                      |  |
| 2005年 | 36,475人                                      |  |
| 2010年 | 35,766人                                      |  |
| 2015年 | 33,932人                                      |  |
| 2020年 | 32,116人                                      |  |

| 自治體             | 年 | 人口  | 人口             | 備註 |
| 鴨川市             |    |       |                  |      |
| 1980年（昭和55年） |    | 42547 |                  |      |
| 1985年（昭和60年） |    | 41624 |                  |      |
| 1990年（平成2年）  |    | 40769 |                  |      |
| 1995年（平成7年）  |    | 40460 |                  |      |
| 2000年（平成12年） |    | 38602 | 跌破四萬人       |      |
| 2005年（平成17年） |    | 37400 | 與天津小湊町合併 |      |
| 2006年（平成18年） |    | 37225 |                  |      |

| 自治體             | 年 | 人口  | 人口             | 備註 |
| 鴨川市             |    |       |                  |      |
| 1980年（昭和55年） |    | 11311 |                  |      |
| 1985年（昭和60年） |    | 11778 |                  |      |
| 1990年（平成2年）  |    | 12403 |                  |      |
| 1995年（平成7年）  |    | 13227 |                  |      |
| 2000年（平成12年） |    | 13969 |                  |      |
| 2005年（平成17年） |    | 14744 | 與天津小湊町合併 |      |
| 2006年（平成18年） |    | 15002 |                  |      |

## 行政

### 市長
- 長谷川孝夫（日语：長谷川孝夫）（はせがわ たかお，第一任，2013年3月13日～）

### 警察、消防
- 鴨川警察署（日语：鴨川警察署）（管轄鴨川市全域）
  - 交番：鴨川站前
- 安房郡市廣域市町村圈事務組合（日语：安房郡市広域市町村圏事務組合）－鴨川消防署
  - 分遣所：長狹、天津小湊

## 經濟

### 產業
| 產業       | 人數  | 百分比（%） |
| ---------- | ----- | ----------- |
| 第一級產業 | 2628  | 14.0        |
| 第二級產業 | 2971  | 15.8        |
| 第三級產業 | 13072 | 69.6        |
| 無法分類   | 116   | 0.6         |
| 總和       | 18787 | 100.0       |

#### 漁業
面太平洋，多漁港。
- 鴨川漁港（日语：鴨川漁港）
- 太海漁港（日语：太海漁港）
- 濱波太漁港
- 天面漁港
- 太夫崎漁港
- 江見漁港
- 小湊漁港
- 天津漁港
- 濱荻漁港

| 種類                   | 漁獲量（t） |
| ---------------------- | ----------- |
| 沙丁魚                 | 5135        |
| 竹筴魚                 | 1455        |
| 鯖魚                   | 2500        |
| 秋刀魚                 | 1548        |
| 鰤魚                   | 1032        |
| 鰹魚                   | 359         |
| 鮪魚                   | 66          |
| 旗魚                   | 2           |
| 其他魚類               | 495         |
| 貝（鮑魚、角蠑螺等）   | 82          |
| 其他水產（日本龍蝦等） | 212         |
| 海藻（羊栖菜等）       | 429         |
| 計                     | 13603       |

#### 工業
| 種類                            | 數值  |
| ------------------------------- | ----- |
| 事業所數                        | 65    |
| 從業人數                        | 1174  |
| 製造品產值（百萬日圓）          | 17007 |
| 產值（百萬日圓）                | 18456 |
| 1事業所年製造品產值（萬日圓）   | 26165 |
| 1從業人員年製造品產值（萬日圓） | 1449  |

#### 商業
| 種類                           | 數值  |
| ------------------------------ | ----- |
| 商店數                         | 703   |
| 從業人數                       | 3923  |
| 年間商品銷售額（百萬日圓）     | 73666 |
| 賣場面積（㎡）                 | 64896 |
| 1商店年間商品銷售額（萬日圓）  | 10479 |
| 從業人員年商品銷售額（萬日圓） | 1878  |

#### 農業
農業與內陸的長狹地區為中心。
| 種類   | 生產額（千萬日圓） |
| ------ | ------------------ |
| 米     | 184                |
| 雜穀豆 | 1                  |
| 芋     | 4                  |
| 蔬菜   | 92                 |
| 水果   | 6                  |
| 花卉   | 128                |
| 畜產   | 144                |
| 計     | 560                |

## 姊妹、友好都市

### 國內
- 山梨縣南巨摩郡身延町
1971年與舊天津小湊町締結姊妹都市
- 千葉縣君津市
1997年11月與舊天津小湊町締結姊妹都市
- 埼玉縣埼玉市
2004年12月20日與舊天津小湊町締結友好都市

### 海外
- 馬尼托沃克市（美國威斯康辛州）
1993年11月8日在鴨川市舉行姊妹都市簽字儀式。
- 三亚市 (中華人民共和國廣東省)[11]

## 教育

### 大學
- 龜田醫療大學（日语：亀田医療大学）
- 城西國際大學（安房校區）
- 早稻田大學（鴨川研討中心）
- 東洋大學（鴨川研討中心）

### 高等學校
- 千葉縣立長狹高等學校（日语：千葉県立長狭高等学校）
- 文理開成高等學校（日语：文理開成高等学校）

### 中學校
- 鴨川市立鴨川中學校（日语：鴨川市立鴨川中学校）
- 鴨川市立長狹中學校（小中一貫校長狹學園）
- 鴨川市立安房東中學校

### 小學校
- 鴨川市立天津小學校
- 鴨川市立江見小學校
- 鴨川市立長狹小學校（小中一貫校長狹學園）
- 鴨川市立鴨川小學校
- 鴨川市立小湊小學校
- 鴨川市立西條小學校
- 鴨川市立曾呂小學校
- 鴨川市立田原小學校
- 鴨川市立東條小學校
- 鴨川市立太海小學校

## 公共設施

### 文化設施
- 鴨川市民會館
- 鴨川市鄉土資料館、文化財中心
- 鴨川市民畫廊
- 鴨川市立圖書館

### 運動設施
- 鴨川市總合運動設施（日语：鴨川市総合運動施設）
  - 鴨川市陸上競技場（日语：鴨川市陸上競技場）
  - 鴨川市營球場（日语：鴨川市営球場）
  - 文化體育館
- 社會體育中心

### 醫療設施
- 鴨川市立國保醫院
- 龜田總合醫院（日语：亀田総合病院）

### 商業設施
- Flore鴨川購物中心（日语：フローレ鴨川ショッピングセンター）

### 鴨川市地域協調機構
鴨川市地域協調機構是鴨川市內各地進行地域協調的設施。
- 內浦山縣民之森
- 鴨川青年之家
- 鴨川Ocean Park（日语：鴨川オーシャンパーク）
- 南之里（日语：みんなみの里）
- 鴨川市故鄉回歸支援中心
- 鴨川自然王國（日语：鴨川自然王国）
- 棚田倶樂部

## 交通

### 鐵路
東日本旅客鐵道（JR東日本）
- 內房線：江見站 - 太海站 - 安房鴨川站
- 外房線：安房鴨川站 - 安房天津站 - 安房小湊站

### 巴士路線

#### 高速巴士
路線名與主要停靠站 … （）內為巴士公司，粗字為市內停靠站
- 水線高速巴士（アクアライン高速バス）
  - 東京線
    - 鴨川線【Aqusea號（日语：アクシー号）】（鴨日、日東、京成）：龜田醫院-鴨川海洋世界-安房鴨川站西口-市役所入口-福祉中心前⇔木更津金田BT（日语：木更津金田バスターミナル）⇔東京站-濱松町BT
    - 勝浦線（鴨日、小湊、京成） ：安房小湊-勝浦站⇔市原鶴舞BT⇔東京站-濱松町BT

◆市原鶴舞BT可換乘往羽田機場、橫濱／往成田機場的高速巴士。
- 館山道高速巴士
  - 千葉線【Kapina號（日语：カピーナ号）】（鴨日、日東、千中）：龜田醫院-鴨川海洋世界-安房鴨川站西口-市役所入口-福祉中心前⇔君津地區⇔縣廳-千葉站

水線高速巴士的接駁巴士
  - 木更津線（鴨日）：龜田醫院-鴨川海洋世界-安房鴨川站西口-追分-主基站-長狹中前⇔上總Arc（日语：かずさアカデミアパーク）-木更津站

巴士公司 （）內為上述略稱
- 鴨川日東巴士（日语：鴨川日東バス）（鴨日）
- 日東交通（日语：日東交通 (千葉県)）（日東）
- 小湊鐵道（小湊）
- 京成巴士（京成）
- 千葉中央巴士（日语：千葉中央バス）（千中）
- 京濱急行巴士（京急）

#### 一般路線巴士
- 鴨川日東巴士

#### 社區巴士
- 鴨川市社區巴士

### 道路
- 國道
  - 國道128號（日语：国道128号）（鴨川繞道（日语：鴨川バイパス）、天津繞道（日语：天津バイパス））
  - 國道410號（日语：国道410号）
- 主要地方道
  - 千葉縣道24號千葉鴨川線（日语：千葉県道24号千葉鴨川線）
  - 千葉縣道34號鴨川保田線（日语：千葉県道34号鴨川保田線）
  - 千葉縣道81號市原天津小湊線（日语：千葉県道81号市原天津小湊線）
  - 千葉縣道82號天津小湊夷隅線（日语：千葉県道82号天津小湊夷隅線）
  - 千葉縣道89號鴨川富山線（日语：千葉県道89号鴨川富山線）
- 一般縣道
  - 千葉縣道181號天津小湊田原線（日语：千葉県道181号天津小湊田原線）
  - 千葉縣道247號濱波太港線（日语：千葉県道247号浜波太港線）
  - 千葉縣道272號西江見停車場線（日语：千葉県道272号西江見停車場線）
  - 千葉縣道285號內浦山公園線（日语：千葉県道285号内浦山公園線）
- 收費道路
  - 鴨川收費道路（日语：鴨川有料道路）
- 道之驛
  - 鴨川Ocean Park（日语：道の駅鴨川オーシャンパーク）.

## 名勝、古蹟、觀光地、祭典、活動
- 鴨川海洋世界
- 仁右衛門島（日语：仁右衛門島）
- 太海花中心（日语：太海フラワーセンター）

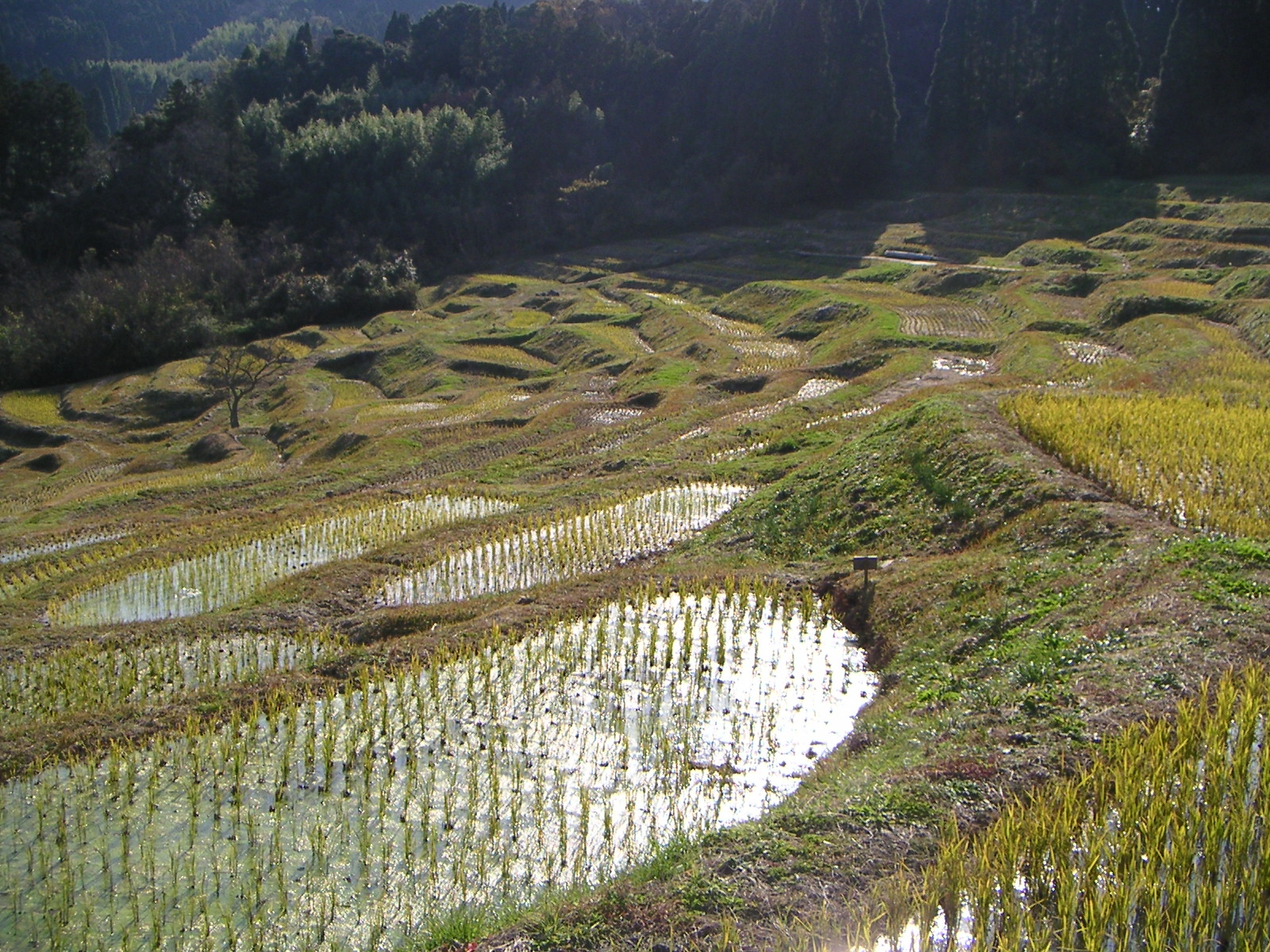
初冬的大山千枚田

- 前原海岸（日本渚100選（日语：日本の渚100選））-鴨川Sea Festa（6月）
- 東條海岸（日本白砂青松100選）
- 鴨川松島（日语：鴨川松島）
- 鯛之浦（日语：鯛の浦）
- 舊水田家住宅（日语：旧水田家住宅）
- 大山千枚田（日语：大山千枚田）
- 天津神明宮（日语：天津神明宮）
- 內浦山縣民之森
- 金山水壩
- 保台水壩
- 鴨川富士

### 日蓮宗相關
- 鯛之浦 - 特別天然紀念物。
- 小湊山誕生寺（日语：誕生寺 (鴨川市)） - 建立於日蓮誕生地。日蓮宗大本山。
- 千光山清澄寺（日语：清澄寺 (鴨川市)） - 日蓮出家剃度的靈場。日蓮宗大本山。
- 小松原山鏡忍寺a（日语：小松原山鏡忍寺） - 建立於日蓮遭遇小松原法難（日语：小松原法難）之地。日蓮宗本山。
- 妙日山妙蓮寺 - 位於日蓮交差點附近，祭祀日蓮父母的日蓮宗佛寺。

### 溫泉
- 粟斗溫泉
- 太海湯元溫泉
- 曾呂溫泉（日语：曽呂温泉）

### 祭典、活動
- 鴨川秋祭 - 敬老之日前的周六日舉行

### 衝浪
從1964年橫須賀美軍基地士兵與地方少年開始，1965年舉辦日本第一次全國大會。主要地點有前原海岸、東條海岸、江見海岸等。
作為日本衝浪發源地之一，1993年日本衝浪者基金會（SFJ）於此地成立。2010年10月8日至12日舉辦SurfriderFoundation國際會議2010。
以前曾收錄在美國電影The Endless Summer的著名巨浪浪點赤堤因港口拓寬工程而消失。
每年6月第一個周日舉行鴨川市長杯（現鴨川城市杯）。

## 以鴨川市為舞台的作品
- 《輪迴的拉格朗日》（2012年，讀賣電視台、TOKYO MX、千葉電視台等） - 本作主要舞台。

## 相關人物
- 日蓮（宗教家、日蓮宗創始者）
- 村山由佳（作家）
- 柘植義春（漫畫家）

## 外部連結
行政
- 鴨川市 （页面存档备份，存于）